# Legendary Child
Legendary Child é uma canção da banda norte-americana Aerosmith. Foi lançado como primeiro single de seu décimo quinto (15º) álbum de estúdio, o Music from Another Dimension!, no dia 23 de Maio de 2012. No CD, a música encontra-se em número 06, entre "Out Go The Lights" e "What Could Have Been Love".
A música foi originalmente escrita em 1991. A banda tinha a intenção de adentrar com a música no álbum Get a Grip, mas ela nunca foi lançada. Ela foi re-trabalhada desde o meio de 2011, e agora será o tema oficial do filme G.I. Joe: Retaliation.
O single foi apresentado pela primeira vez no programa de calouros American Idol, do qual Steven Tyler era jurado, e é o primeiro single do Aerosmith a atingir o primeiro lugar da Hot Mainstream Rock Tracks desde "Jaded", de 2001.

## Primeira apresentação
Steven Tyler, vocalista do Aerosmith, era jurado do programa de calouros American Idol desde a sua décima (10ª) temporada. Em 2012, na décima primeira (11ª) temporada do programa, a banda fez uma aparição na final do show para tocar Legendary Child, que é o primeiro single do primeiro CD de inéditas do Aerosmith desde "Just Push Play", de 2001. Depois da música ser apresentada, a banda ainda tocou uma versão encurtada de "Walk This Way", do "Toys in the Attic", de 1975.

### Depois da apresentação
Logo depois da apresentação, o single foi disponibilizado no iTunes, para venda, assim como o próprio "Music from Another Dimension!", para pré-venda, além de uma versão grátis para se ouvir no site oficial da banda, o Aeroforceone.com.

## Crítica
O site Ultimate Classic Rock deu nota 8/10 à Legendary Child. Segundo eles, "o Aerosmith fez um ótimo trabalho e provaram que os velhos sapatos ainda calçam bem" e que "Legendary Child captura a atitude e o espírito da primeira era de ouro da banda (anos 70)".

## Clipe
O clipe da música foi originalmente gravado no dia 3 de Maio de 2012, e iria conter cenas do filme G.I. Joe: Retaliation misturadas à performance do Aerosmith. Contudo, logo depois da apresentação da banda na final do American Idol, a Paramount Pictures anunciou que o filme, que seria lançado no meio de 2012, seria adiado para 2013 para poder ser convertido para 3D. Com isso, o clipe da música foi adiado até uma decisão ser tomada. No dia 2 de Junho de 2012, a atriz Alexa Vega anunciou por Twitter que estaria estrelando o novo clipe da banda. Dois dias depois, o diretor, Casey Tebo, anunciou que as filmagens haviam sido finalizadas. Então, no dia 10 de Julho de 2012 o vídeo foi lançado no Youtube através do canal Vevo.

## Desempenho nas paradas
| Parada                     | Posição |
| -------------------------- | ------- |
| Classic Rock               | #1      |
| AirPlay gainer             | #1      |
| Hot Mainstream Rock Tracks | #1      |
| Canada Active Rock         | #1      |
| EUA Rock Songs             | #27     |
| Polish Single Charts       | #37     |